# Fly (film)
Fly è un cortometraggio del 1970 diretto da Yōko Ono e John Lennon, girato un anno prima della pubblicazione dell'omonimo album discografico della Ono.

## Descrizione
Il cortometraggio mostra una mosca che striscia sul corpo di una donna nuda, l'attrice Virginia Lust. Alla fine del film, svariate mosche sono posate sul corpo della Lust. Le immagini sono accompagnate da un brano musicale intitolato Fly, una composizione di Lennon e Ono che sarebbe successivamente stata inclusa nell'album di Yōko Ono dallo stesso nome.

## Produzione
Fly venne ideato come una premessa di due frasi inizialmente intitolata Film No. 11: «A proposito di una mosca che va dalla punta dei piedi alla testa di un corpo nudo sdraiato, strisciando molto lentamente. L'intero film dovrebbe durare circa un'ora».

## Colonna sonora
La colonna sonora del film venne composta al Regency Hotel di New York il giorno di Natale del 1970. Lennon incise la musica in tre parti su un registratore Nagra multitraccia. Il primo "movimento" è costituito dalle improvvisazioni vocali della Ono, mentre il secondo presenta quelle voci riprodotte sul registratore mentre Lennon suona chitarra. La terza parte della colonna sonora fu registrata come segue: Lennon suonò la chitarra sulla riproduzione al contrario della seconda sezione della colonna sonora; questa registrazione fu poi invertita (come "una sorta di doppio negativo"), e fatta suonare insieme ad un altro assolo vocale di Yōko Ono. Quando la registrazione doppiamente invertita finì, Ono continuò a esibirsi alla voce e Lennon suonò una radio dal vivo.
La colonna sonora sarebbe poi apparsa con il titolo Fly, nell'omonimo album del 1971 pubblicato da Yōko Ono.